# Soth Polin
Soth Polin (n. 1943, Kompong Cham, Cambodgia - ...) este un scriitor cambodgian.